# Witold Chrzanowski (polityk)
Witold Chrzanowski (ur. 30 lipca 1959 w Pułtusku) – polski polityk, samorządowiec, rolnik, poseł na Sejm X kadencji.

## Życiorys
Ukończył w 1983 studia na Akademii Rolniczo-Technicznej w Olsztynie, po których pracował w rolnictwie. Był radnym Rady Narodowej Miasta i Gminy w Pułtusku. Sprawował mandat posła na Sejm kontraktowy z listy Zjednoczonego Stronnictwa Ludowego z okręgu ciechanowskiego. Po rozwiązaniu ZSL przystępował do Polskiego Stronnictwa Ludowego „Odrodzenie” i Polskiego Stronnictwa Ludowego. W latach 90. został powołany na stanowisko wicedyrektora Wojewódzkiego Urzędu Pracy w Warszawie, w 2002 został kierownikiem Powiatowego Urzędu Pracy w Pułtusku.
W 2002 wybrano go do sejmiku mazowieckiego (w latach 2005–2006 był jego wiceprzewodniczącym), w 2006, 2010 i 2014 uzyskiwał mandat na następne kadencje. Został prezesem zarządu powiatowego Polskiego Stronnictwa Ludowego w Pułtusku. W 2018 bez powodzenia kandydował do rady powiatu pułtuskiego. W 2024 wystartował ponownie na radnego województwa.